# Catocala nymphagoga
Catocala nymphagoga là một loài bướm đêm thuộc họ Erebidae. Nó được tìm thấy ở Nam Âu, từ Bulgaria tới bán đảo Iberia và sometimes further phía bắc as a migrant. Nó cũng được tìm thấy ở Bắc Phi và Tiểu Á.
Sải cánh dài 35–43 mm. Con trưởng thành bay từ tháng 6 đến tháng 8 tùy theo địa điểm.
Ấu trùng ăn các loài Quercus.